# Novostroiivka, Iuriivka
Novostroiivka (în ucraineană Новостроївка) este un sat în comuna Ceaplînka din raionul Iuriivka, regiunea Dnipropetrovsk, Ucraina.

## Demografie
Componența lingvistică a localității Novostroiivka
     Ucraineană (100%)
Conform recensământului din 2001, toată populația localității Novostroiivka era vorbitoare de ucraineană (100%).